# Čijoda (AS-405)
Čijoda (AS-405) byla záchranná loď ponorek a mateřská loď ponorek Japonských námořních sil sebeobrany (JMSDF). Ve službě byla v letech 1983–2018.

## Stavba

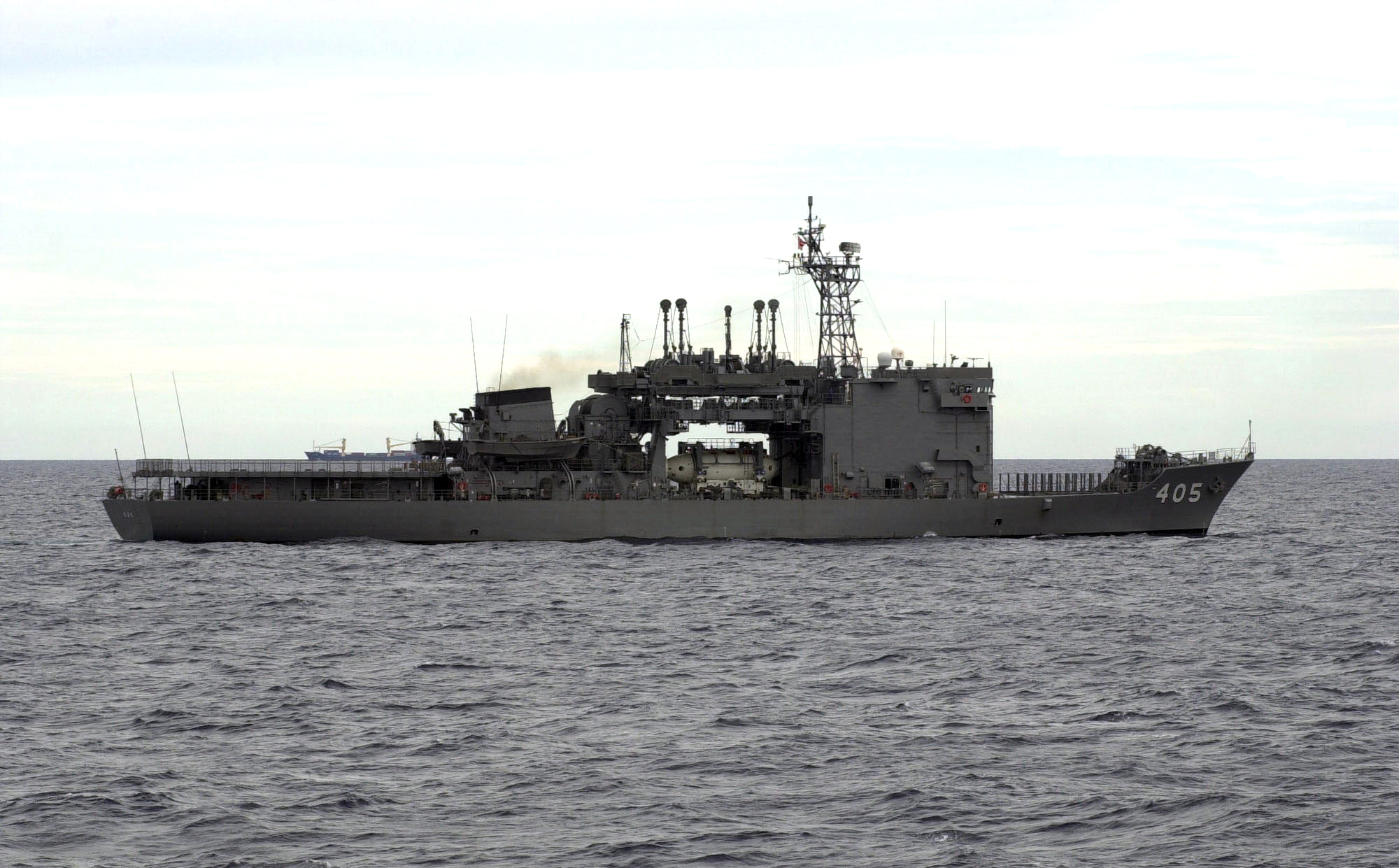
Čijoda (AS-405)

Plavidlo postavila japonská loděnice Mitsui Engineering & Shipbuilding ve městě Tamano. Kýl lodi byl založen 19. ledna 1983, trup byl na vodu spuštěn 27. prosince téhož roku a hotová loď byla do služby zařazena 27. března 1985.

## Konstrukce

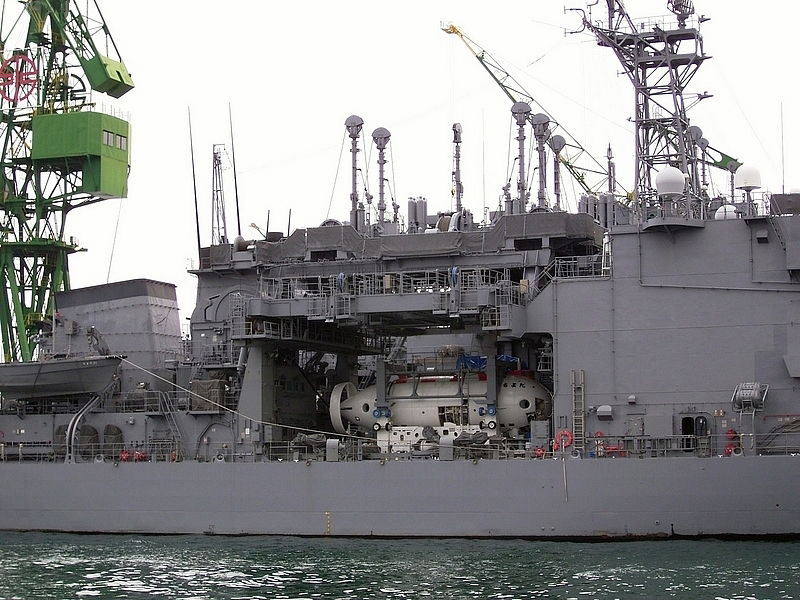
Detail plavidla

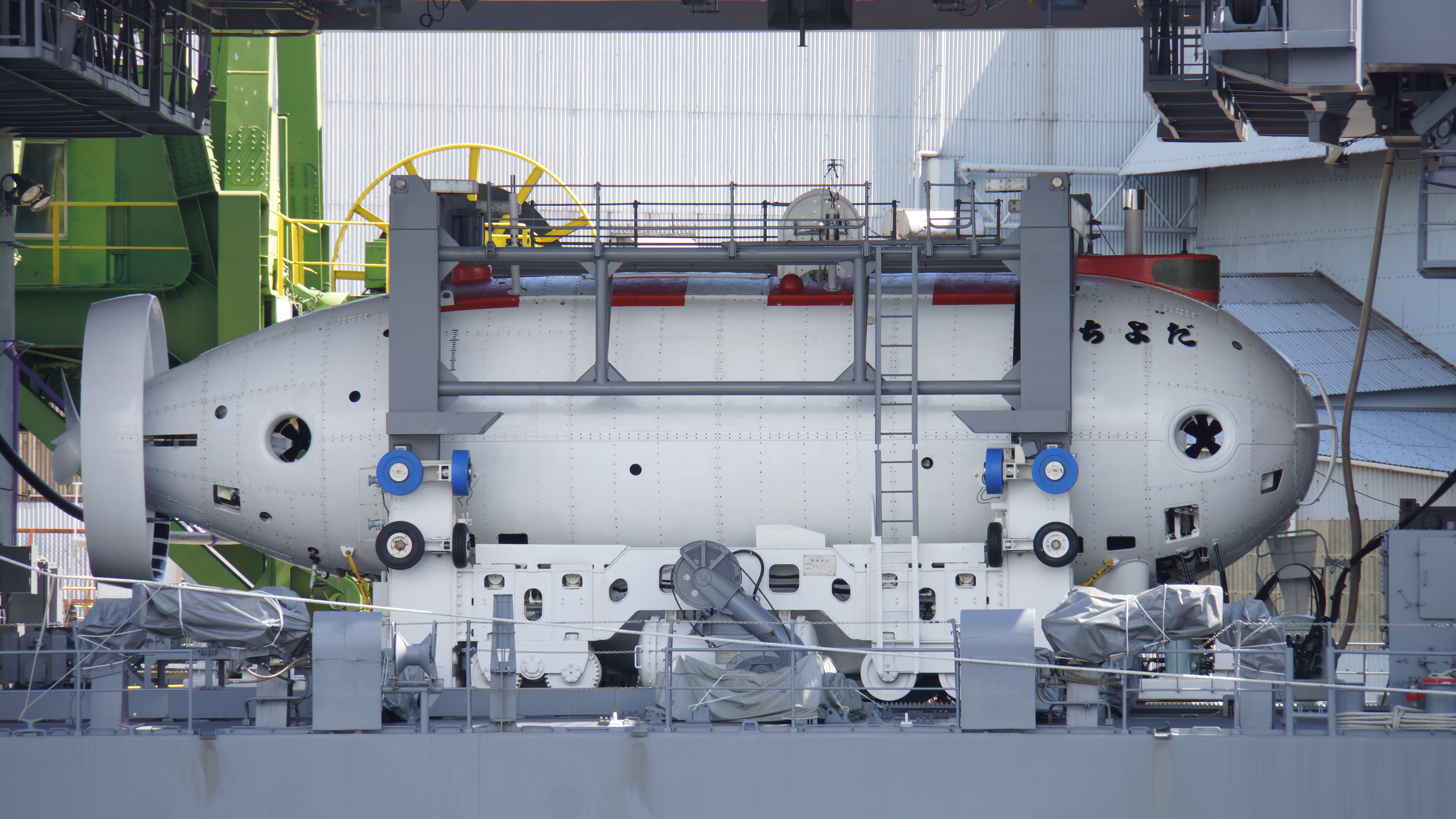
Záchranná miniponorka na palubě plavidla Čijoda

Plavidlo byla vybaveno námořním vyhledávacím radarem OPS-18-1 a trupovým sonarem SQS-36D(J). Vybavení zahrnovalo hlubokomořské záchranné plavidlo (DSRV) vyrobené společností Kawasaki Shipbuilding Corporation a dva jedenáctimetrové sklolaminátové pracovní čluny, umístěné po obou stranách komína. Dále neslo dvě dekompresní komory pro potápěče a kapsli pro přenos personálu (PTC). Na zádi se nacházela přistávací plocha pro vrtulník.
Kromě výše zmíněného, Čijoda může sloužit také jako mateřská loď ponorek, tedy jim poskytovat ubytování, jídlo, sladkou vodu, ale i střely, torpéda, palivo a elektrickou energii. 
Pohonný systém tvořily dva diesely Mitsui 8L42M o celkovém výkonu 11 500 hp, pohánějící dva lodní šrouby se stavitelnými lopatkami. Manévrovací schopnosti zlepšovaly dvě dokormidlovací zařízení, po jednom v přídi a v zádi. Nejvyšší rychlost byla 17 uzlů.